# Гредінарі (Джурджу)
Гредінарі (рум. Grădinari) — село у повіті Джурджу в Румунії. Входить до складу комуни Гредінарі.
Село розташоване на відстані 22 км на захід від Бухареста, 56 км на північ від Джурджу, 141 км на південь від Брашова.

## Населення
За даними перепису населення 2002 року у селі проживали 1330 осіб. Рідною мовою 1325 осіб (99,6%) назвали румунську.
Національний склад населення села:
| Національність | Кількість осіб | Відсоток |
| -------------- | -------------- | -------- |
| румуни         | 1317           | 99,0%    |
| цигани         | 8              | 0,6%     |